# بازگشت به آینده (بازی رایانه‌ای)

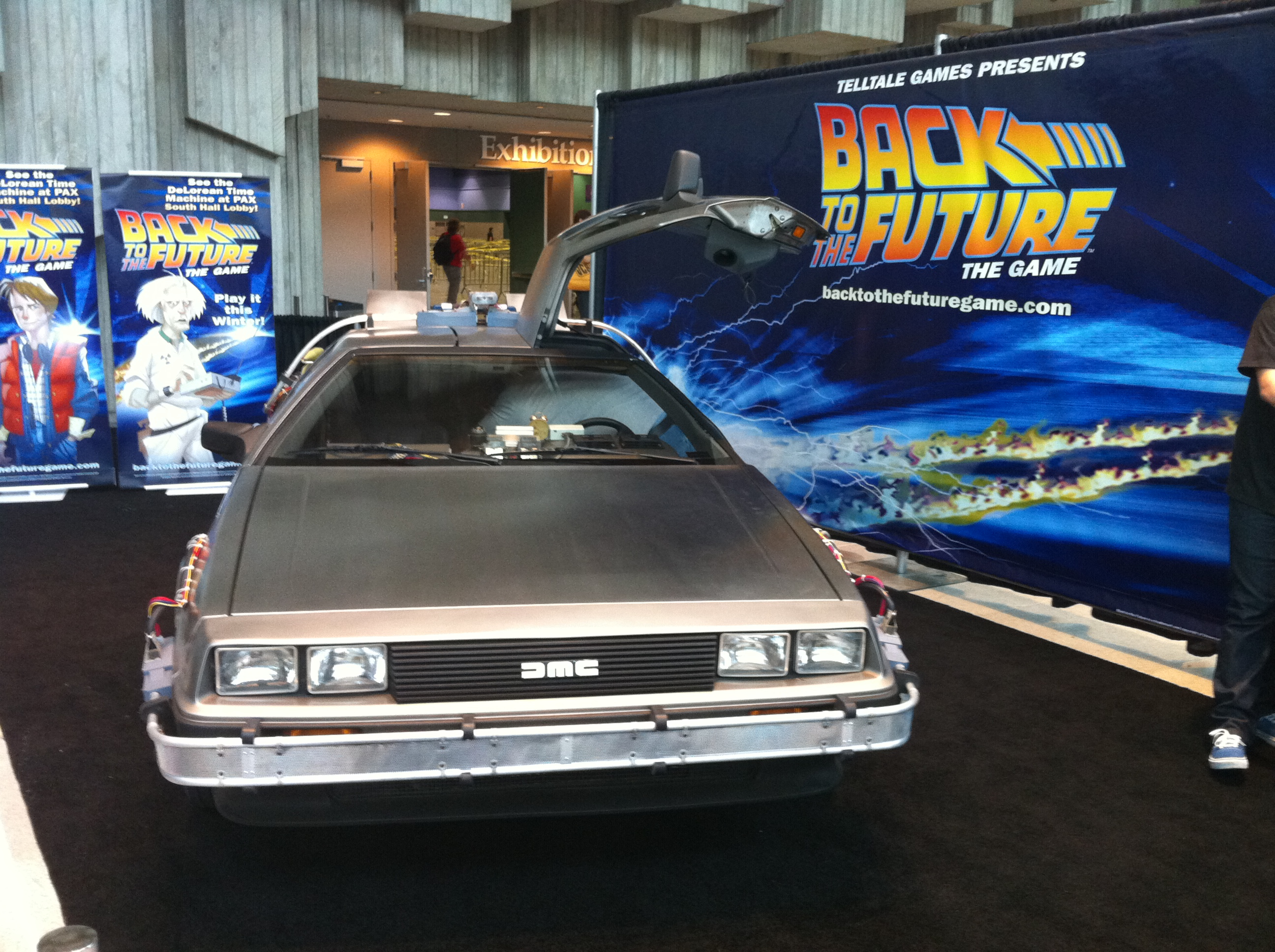
بازگشت به آینده (بازی رایانه‌ای)

بازگشت به آینده (به انگلیسی: Back to the Future: The Game) یک بازی ویدئویی است که در سبک ماجراجویی گرافیکی توسط تل‌تیل گیمز ساخته و منتشر شده‌است. این بازی در سال ۲۰۱۰ با موتور ابزار تل‌تیل مخصوص شرکت سازنده ساخته شده‌است. کار آهنگ‌سازی این بازی نیز بر عهدهٔ جارد امرسون-جانسون بوده‌است.